# Maserati 8CM
Maserati 8CM – samochód wyścigowy produkowany przez włoską firmę Maserati w Bolonii w latach 1933–1935. W tymże okresie pojazd brał udział między innymi w wyścigach Grand Prix.
Maserati 8CM było pierwszym samochodem wyścigowym w którym pojawiły się hamulce hydrauliczne. Posiadało dwa sztywne mosty zawieszone na podłóżnych resorach piórowych.
Auto zadebiutowało na Grand Prix Tunisu w 1933 roku. W tym samym roku kierujący pojazdem Tazio Nuvolari wygrał Grand Prix Belgii na torze Spa-Francorchamps z prędkością średnią 142,77 km/h przed dwoma zawodnikami Bugatti i zdobył drugie miejsce w GP Włoch na torze w Monzy, gdzie w zwycięstwie przeszkodził mu defekt opony. Nuvolari prowadził także w Grand Prix Hiszpanii, lecz wyścigu nie zakończył z powodu wypadku. Maserati 8CM zwyciężały także w wyścigach Grand Prix Nicei, Coppa Ciano i innych, dzięki czemu rok 1933 był jednym z najpomyślniejszych dla Maserati.